# Running Back (Jessica Mauboy)
Running Back è un brano musicale della cantante australiana Jessica Mauboy, pubblicato come suo singolo di debutto il 19 settembre 2009 dalla Sony Records. Il brano, scritto dalla Mauboy, Audius Mtawarira e Sean Ray Mullins, e prodotto da Audius, figura la collaborazione del rapper statunitense Flo Rida. Il singolo è arrivato sino alla terza posizione dei singoli più venduti in Australia ed è.stato certificato doppio disco di platino.

## Tracce
Download digitale
1. Running Back featuring Flo Rida – 3:45

Digital EP
1. Running Back featuring Flo Rida – 3:45
2. Magical – 3:26
3. Running Back featuring Flo Rida & Israel Cruz (Remix) – 4:47
4. Running Back featuring Flo Rida (Karaoke Track) – 3:47
5. Breathe – 3:50

## Classifiche
| Classifica (2008)  | Posizione massima |
| ------------------ | ----------------- |
| ARIA Singles Chart | 3                 |